# Patricia Fadel
Patricia Susana Fadel Merino (Tunuyán, 28 de diciembre de 1957) es una política argentina del Partido Justicialista, que desempeñó como diputada nacional por la provincia de Mendoza por dos mandatos consecutivos, de 2003 a 2011, y como vicepresidenta segunda de la Cámara de Diputados de la Nación Argentina entre 2009 y 2011.

## Biografía
Nació en Tunuyán en 1957. Militante del Partido Justicialista, fue elegida concejala de su ciudad natal en 1987. Entre 1993 y 1994 fue delegada de la Dirección Nacional de Migraciones.
Entre 1995 y 1997 integró la Cámara de Diputados de la Provincia de Mendoza, y en 2001 fue coordinadora en dicha cámara. De 2002 a 2003 integró la Cámara de Senadores de la Provincia de Mendoza por la tercera sección electoral, siendo presidenta del bloque del Partido Justicialista.
En las elecciones legislativas de 2003 fue elegida diputada nacional por la provincia de Mendoza, siendo reelegida en 2007, con mandato hasta 2011. Integró el bloque del Frente para la Victoria, siendo secretaria parlamentaria del mismo. En diciembre de 2009 fue elegida vicepresidenta segunda de la Cámara de Diputados, siendo reelegida en 2010.
Fue vicepresidenta segunda de la comisión de Economía. A lo largo de sus dos mandatos, ha integrado como vocal en las comisiones de Legislación General; de Relaciones Exteriores y Culto; de Presupuesto y Hacienda; de Legislación del Trabajo; de Agricultura y Ganadería; de Comunicaciones; de Industria; y de Libertad de Expresión.
En 2008 votó a favor del proyecto de Ley de Retenciones y Creación del Fondo de Redistribución Social, y un año después votó a favor de la Ley de Servicios de Comunicación Audiovisual. En 2010 votó en contra del matrimonio entre personas del mismo sexo.
Tras su paso por el Congreso, fue designada directora en el Banco de la Nación Argentina desde 2012 hasta 2015. Regresó a la cámara provincial de senadores de Mendoza, siendo elegida en 2015 para un mandato de cuatro años representando a la tercera sección electoral. En 2020, fue designada al consejo de administración del Fondo Fiduciario Federal de Infraestructura Regional.